# Dendronephthya koellikeri
Dendronephthya koellikeri är en korallart som beskrevs av Kükenthal 1905. Dendronephthya koellikeri ingår i släktet Dendronephthya och familjen Nephtheidae. Inga underarter finns listade i Catalogue of Life.